# Moon Secure AV
Moon Secure AV — антивірусне програмне забезпечення з відкритим кодом, що базується на антивірусному двигуні Clam AntiVirus. Забезпечує захист від шкідливих програм, хробаків, троянів та програм-шпигунів. Серед інших особливостей програми можна виділити фаєрвол, видалення руткітів та інше .